# 21e cérémonie des Saturn Awards
La 21e cérémonie des Saturn Awards, récompensant les films, séries télévisées et téléfilms sortis en 1994 et les professionnels s'étant distingués cette année-là, s'est tenue le 26 juin 1995.

## Palmarès
Les lauréats sont indiqués ci-dessous en premier de chaque catégorie et en gras.

### Cinéma

#### Meilleur film de science-fiction
- Stargate, la porte des étoiles 
  - Body Snatchers
  - Absolom 2022
  - Marionnettes humaines
  - Star Trek : Générations
  - Street Fighter
  - Timecop

#### Meilleur film fantastique
- Forrest Gump
  - Une équipe aux anges
  - Ed Wood
  - La Famille Pierrafeu
  - Le Roi lion
  - The Mask
  - Super Noël

#### Meilleur film d'horreur
- Entretien avec un vampire
  - Cronos
  - The Crow
  - Frankenstein
  - Mosquito
  - Freddy sort de la nuit
  - Wolf

#### Meilleur film d'action / aventures / thriller
- Pulp Fiction
  - Danger immédiat
  - Le Livre de la jungle
  - Red Rock West
  - Les Évadés
  - Speed
  - True Lies

#### Meilleure réalisation
- James Cameron - True Lies
  - Jan de Bont - Speed
  - William Dear - Une équipe aux anges
  - Neil Jordan - Entretien avec un vampire
  - Alex Proyas - The Crow
  - Robert Zemeckis - Forrest Gump

#### Meilleur acteur
- Martin Landau - Ed Wood
  - Kenneth Branagh - Frankenstein
  - Tom Cruise - Entretien avec un vampire
  - Tom Hanks - Forrest Gump
  - Jack Nicholson - Wolf
  - Brad Pitt - Entretien avec un vampire
  - Arnold Schwarzenegger - True Lies

#### Meilleure actrice
- Sandra Bullock - Speed (partagé)
- Jamie Lee Curtis - True Lies (partagé)
  - Mädchen Amick - Dream Lover
  - Helena Bonham Carter - Frankenstein
  - Penelope Ann Miller - The Shadow
  - Michelle Pfeiffer - Wolf

#### Meilleur acteur dans un second rôle
- Gary Sinise - Forrest Gump
  - Richard Attenborough - Miracle sur la 34e rue
  - Robert De Niro - Frankenstein
  - Raúl Juliá - Street Fighter (posthume)
  - Bill Paxton - True Lies
  - James Spader - Wolf

#### Meilleure actrice dans un second rôle
- Mia Sara - Timecop
  - Halle Berry - La Famille Pierrafeu
  - Tia Carrere - True Lies
  - Whoopi Goldberg - Star Trek : Générations
  - Rosie O'Donnell - La Famille Pierrafeu
  - Robin Wright - Forrest Gump

#### Meilleur(e) jeune acteur ou actrice
- Kirsten Dunst - Entretien avec un vampire
  - Luke Edwards - Little Big League
  - Joseph Gordon-Levitt - Une équipe aux anges
  - Miko Hughes - Freddy sort de la nuit
  - Jonathan Taylor Thomas - Le Roi lion
  - Elijah Wood - L'Irrésistible North

#### Meilleur scénario
- Jim Harrison et Wesley Strick - Wolf
  - Scott Alexander et Larry Karaszewski - Ed Wood
  - Eric Roth - Forrest Gump
  - Steph Lady et Frank Darabont - Frankenstein
  - Frank Darabont - Les Évadés
  - Mark Verheiden - Timecop

#### Meilleure musique
- Howard Shore - Ed Wood
  - Alan Silvestri - Forrest Gump
  - Elliot Goldenthal - Entretien avec un vampire
  - Patrick Doyle - Frankenstein
  - Jerry Goldsmith - The Shadow
  - J. Peter Robinson - Freddy sort de la nuit

#### Meilleurs effets spéciaux
- - John Bruno (Digital Domain) - True Lies
  - Andrew Mason (International Creative Effects) - The Crow
  - Ken Ralston (Industrial Light & Magic (ILM)) - Forrest Gump
  - Illusion Arts Inc., Fantasy II Film Effects, Visual Concept Engineering (VCE) - The Shadow
  - Jeffrey A. Okun, Patrick Tatopoulos - Stargate, la porte des étoiles
  - Gregory L. McMurry - Timecop

#### Meilleurs costumes
- - Sandy Powell - Entretien avec un vampire
  - Arianne Phillips - The Crow
  - Rosanna Norton - La Famille Pierrafeu
  - Ha Nguyen - The Mask
  - Bob Ringwood - The Shadow
  - Joseph A. Porro - Stargate, la porte des étoiles

#### Meilleur maquillage
- Ed Wood – Rick Baker et Ve Neill
  - Entretien avec un vampire (Interview with the Vampire) – Michèle Burke et Stan Winston
  - Frankenstein – Paul Engelen et Daniel Parker
  - The Mask – Greg Cannom
  - Super Noël - (The Santa Clause) – Alec Gillis et Tom Woodruff Jr.
  - Wolf – Rick Baker

### Télévision

#### Meilleure série
- X-Files : Aux frontières du réel (The X-Files)
  - Earth 2
  - M.A.N.T.I.S.
  - SeaQuest, police des mers (SeaQuest 2032)
  - Les Simpson (The Simpsons)
  - Star Trek : La Nouvelle Génération (Star Trek: The Next Generation)
  - Les Contes de la crypte (Tales of the Crypt)

#### Meilleur téléfilm
- Alien Nation: Dark Horizon
  - Le Crépuscule des aigles (Fatherland)
  - Hercule et le Cercle de feu (Hercules: The Legendary Journeys - Hercules and the Circle of Fire)
  - Roswell, le mystère (Roswell)
  - Le Fléau (The Stand)
  - TekWar
  - Chasseur de sorcières (Witch Hunt)

### Vidéo

#### Meilleure sortie vidéo
- Cronos
  - Body Melt
  - Jack Be Nimble (en)
  - Mon voisin Totoro 
  - Phantasm III: Le Seigneur de la Mort
  - Shrunken Heads (en)
  - V

### Prix spéciaux

#### Golden Scroll of Merit
- Paul Bunnell -  That Little Monster

#### Special Award
- Richard Fleischer

#### George Pal Memorial Award
- Robert Zemeckis

#### Posthumous Award
- Will Rogers

#### Life Career Award
- Wes Craven
- Joel Silver

#### Lifetime Achievement Award
- Sean Connery

#### Service Award
- Forrest J Ackerman